# Château de Brandenburg
Pour les articles homonymes, voir Brandebourg (homonymie).
Le château de Brandenburg (замок Бранденбург) est un château fort en ruines, construit entre 1275 et 1290 par les chevaliers teutoniques. Il se trouve dans l'oblast de Kaliningrad (Russie baltique) à Ouchakovo, dans le raïon de Gourievsk.

## Historique
Ce château, autrefois en Prusse-Orientale, était une étape-clé des territoires de l’ordre Teutonique et surveillait les terres de Natanguie, jusqu’aux lacs de Mazurie. C'était un modèle pour la construction d’autres châteaux fortifiés de style gothique dans la région. Il fut d’abord bâti en bois en 1266, sur ordre d’Othon III de Brandebourg (de qui le château tient son nom), puis reconstruit entre 1275 et 1290, après avoir été incendié. Contrairement à d’autres châteaux édifiés postérieurement, sa cour intérieure était relativement grande. La porte d’accès se trouvait au milieu de l’aile ouest, en face du Vorburg. Les quatre ailes étaient entourées de fossés. Les premiers étages servaient aux besoins domestiques. Les cuisines se trouvaient dans l’aile nord-est, près d’un puits, utilisé jusqu’en 1838.

### Du Moyen Âge à 1945

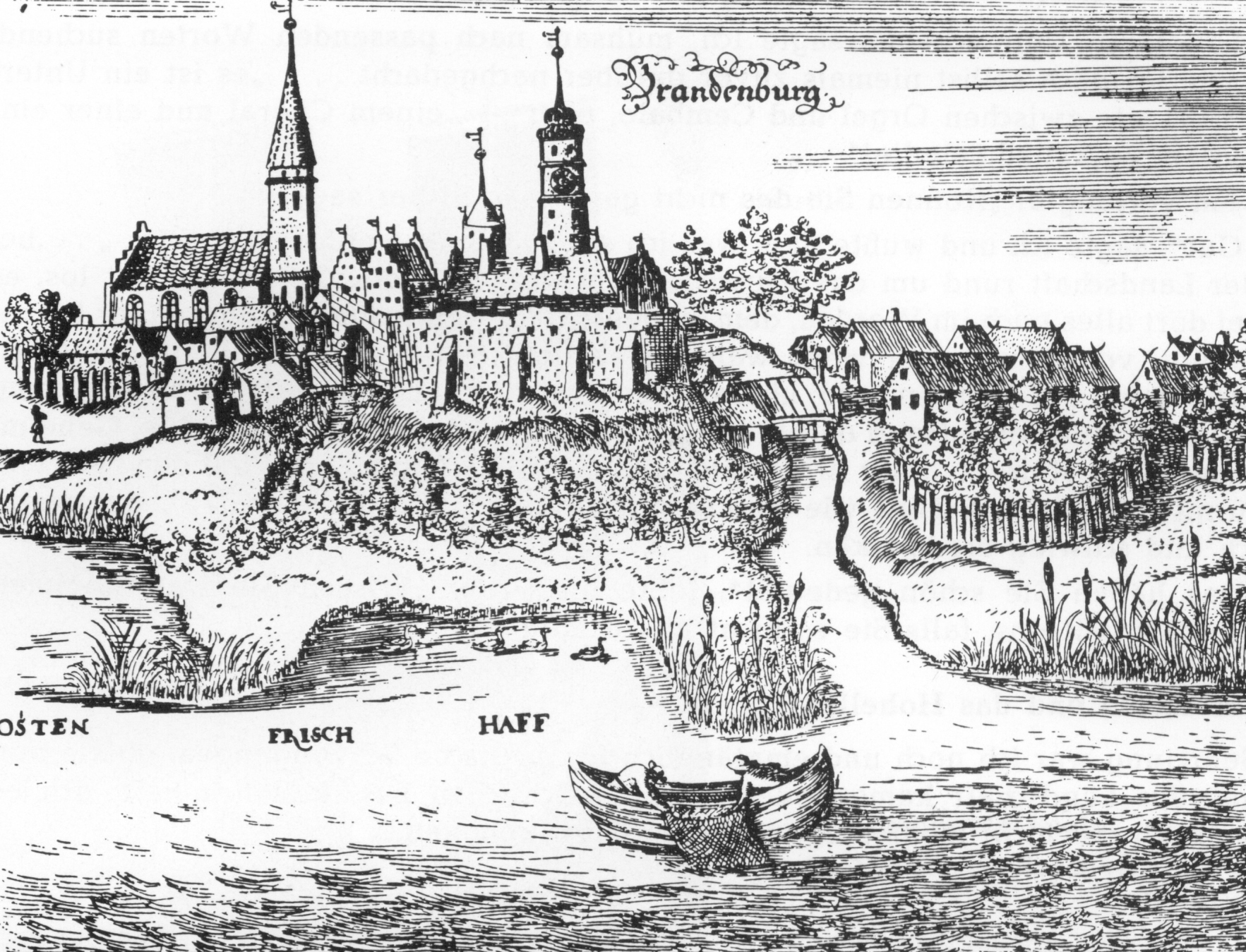
Le château et le village au XVIIe siècle

Le château de Brandenburg était l’une des commanderies les plus importantes de l’ordre. On y conservait depuis 1322 une relique des plus vénérables : un fragment de la Vraie Croix. Le commandeur de Brandenburg, Günther von Hohenstein (1370-années 1380), se distingua par ses talents diplomatiques, notamment en négociant avec le grand-duché de Lituanie. L’empereur Charles IV lui fit don de reliques de sainte Catherine, en témoignage de reconnaissance. Elles étaient offertes à la vénération des fidèles dans la chapelle du château. C'est ici que fut emprisonné le grand maître Heinrich von Plauen, après sa déposition, jusqu'en 1422.
Bientôt une auberge, servant de relais pour les chevaux, et quelques maisons se construisirent autour du château. Des pêcheurs, des artisans et des laboureurs s’y installèrent. Il est fait mention d’une école dès 1408. Il y avait déjà trois moulins à eau en 1425. Le village souffrit d’incendies en 1454, 1456 et 1520. Il prit de l’importance à partir du XVIe siècle, après la sécularisation. En 1604, à l’époque du duché de Prusse, il y avait sept auberges et cinquante foyers. Le village, qui se trouvait sur la route des côtes, au bord de la lagune de la Vistule, tenait aussi un marché, le village se classait parmi les villages libres. Frédéric-Guillaume Ier de Prusse avait eu l’intention de lui accorder les privilèges de ville, mais cela ne put se produire ; pourtant il y eut en garnison le 12e régiment de cuirassiers entre 1716 et 1736.
Le château de Brandenburg était au XIXe siècle entouré d’un gros village de marché. On construisit une route en 1817 à travers les marais et un pont métallique, et l’on creusa un canal grâce à deux bras de la rivière Frisching. Jusqu’en 1900, il y eut un marché aux chevaux important, mais le bourg perdit de son importance, car la ligne de chemin de fer de la ligne de Prusse-Orientale passait plus loin.

### Après 1945
La région fut le théâtre de combats extrêmement violents à partir du 13 janvier 1945, lorsque débuta la campagne de Prusse-Orientale des Armées soviétiques. Königsberg avait déjà été détruite par l’aviation britannique en juillet 1944 et la bataille de Königsberg allait commencer quelques mois plus tard. Le village de Brandenburg fut en partie détruit au moment de l’encerclement d’Heiligenbeil, et la population qui n’avait pas fui fut expulsée pour être remplacée par des citoyens soviétiques. Brandenburg fut renommé Ouchakovo en 1946. Quelques familles de réfugiés soviétiques furent installées dans l’aile sud-est du Vorburg, après quelques travaux. L’aile sud-ouest, qui avait été endommagée pendant les combats, ne fut presque pas utilisée, si ce n’est comme hangar. Des petits bâtiments construits avant la guerre dans la cour furent aussi utilisés comme hangars ou granges.
Une commission de restauration du ministère de la culture d’URSS recommanda en 1964 de placer le château de Brandeburg sur la liste des monuments à restaurer, mais cela n’aboutit pas. Le château était à demi écroulé en 1980. On se servait de ses briques et il fut vandalisé. Il ne restait plus que quelques ruines dans les années 1990.

## Source
- (ru) Cet article est partiellement ou en totalité issu de l’article de Wikipédia en russe intitulé « Замок Бранденбугр » (voir la liste des auteurs).